# Шалкар (Бухар-Жирауський район)
Шалка́р (каз. Шалқар) — село у складі Бухар-Жирауського району Карагандинської області Казахстану. Входить до складу Бухар-Жирауського сільського округу.
Населення — 126 осіб (2021; 197 у 2009, 319 у 1999, 505 у 1989).
Національний склад станом на 1989 рік:
- казахи — 73 %.

Станом на 1989 рік село називалось Побєда.